# Ammar Altamimi
Ammar Altamimi, né le 12 septembre 1988 à Koweït, est un joueur professionnel de squash représentant le Koweït. Il atteint le 78e rang mondial en mai 2014, son meilleur classement. 

## Biographie
Il se qualifie en 2013 pour le tableau final du championnat du monde
, s'inclinant en trois jeux au premier tour face à Stephen Coppinger. Aux Jeux asiatiques de 2014, il remporte la médaille de bronze avec l'équipe nationale.
Parallèlement à sa carrière de joueur de squash, il est professeur d'éducation physique dans un lycée.

## Palmarès

### Finales
- Championnats d'Asie par équipes : 2022